# Familie Verbeeck
De familie Verbeeck is een Vlaams geslacht van orgelbouwers, afstammelingen van Jan Verbeeck (1861 - 1936). 
Jan Verbeeck stichtte in 1884 een orgelbedrijf in Antwerpen. Omwille van de oorlog, wijkt Verbeeck uit naar Engeland, samen met zijn zoon Jimmy. Na de Eerste Wereldoorlog richt zoon Pierre een eigen orgelbedrijf op in Antwerpen. Kleinzoon Johan begint na een brand opnieuw in Sint-Job-in-'t-Goor. Daar bestaat het bedrijf nog steeds, onder de naam J. Verbeeck bvba, onder leiding van achterkleinzoon Johnny Verbeeck. Er worden zowel dans-, straat- als concertorgels gemaakt en oude orgels gerestaureerd. De klanten zijn voornamelijk Amerikanen, voor wie maatwerk wordt geleverd. 